# 피에르에므리크 오바메양
피에르에므리크 에밀리아노 프랑수아 오바메양(프랑스어: Pierre-Emerick Emiliano François Aubameyang, 1989년 6월 18일 ~ )은 가봉의 축구선수로, 포지션은 스트라이커이다. 현재 프랑스 리그 1의 클럽인 마르세유 소속이며 가봉 국가대표팀의 주장이다.
프랑스에서 태어난 오바메양은 국제적인 수준에서 가봉을 대표하기로 선택했고, 결국 그 나라의 역대 최고의 선수이자 최고의 골잡이가 되었다. 그는 19세의 나이로 2009년 가봉에서 성인 무대에 데뷔했고, 4개의 아프리카 네이션스컵과 2012년 하계 올림픽에 출전했다. 2016년, 오바메양은 아프리카 올해의 축구 선수로 선정되었고, 가봉인 최초이자 유럽에서 태어난 두 번째 선수가 이 상을 수상했다.

## 구단 경력
오바메양은 스페인 혈통을 가진 프랑스인 어머니와 가봉 태생의 아버지 사이에서 태어났다. 그의 아버지인 피에르 오바메양은 가봉 축구 국가대표팀 선수로 활약한 경력을 갖고 있다.
2007년 1월 AC 밀란 유소년팀에 입단하였다. 8월에는 말레이시아에서 열린 제1회 챔피언스 유소년 컵에 참가하였는데 팀은 4위를 차지하였다. 이 대회에서 6경기 7골을 넣으며 득점왕에게 주어지는 로베르토 베테가 트로피를 수상하였다.
임대로 가있던 생테티엔으로 완전 이적을 하였고 2011-12 시즌 16골을 기록하며 성장한 모습을 보여주었다. 2012-13 시즌 리그에서 19골 14도움, 컵대회 포함 21골 16도움이라는 본인 커리어 최고의 활약을 펼쳤고 2013년 7월 4일, 독일 분데스리가와 챔피언스리그에서 준우승을 기록한 보루시아 도르트문트로 1,300만 유로(한화 약 191억원)의 이적료로 입단하였다. 계약 기간은 5년, 등번호는 17번을 받았다. 2022년 5월 19일, 피에르에므리크 오바메양은 72경기에 출전하고 30골을 넣은 후 공식적으로 국가대표팀 은퇴를 발표했다. 2023년 5월 대표팀 은퇴를 번복했다.

## 국가대표팀 경력
오바메양은 디종에서 좋은 시즌을 보낸 후 이탈리아 U-19 국가대표팀에서 뛰도록 초청받았지만, 2009년 2월 튀니지 U-21 국가대표팀과의 친선 경기에서 프랑스 U-21 국가대표팀에 데뷔했다.
오바메양은 스페인 국적을 가지고 있기 때문에 스페인 국가대표팀으로도 뛸 수 있는 자격이 있었다. 그의 아버지가 한 때 팀의 주장을 맡았던 적이 있기 때문에 가봉을 대표하기로 결정했지만, 그는 스페인과 긴밀한 관계를 유지하고 있고 FC 바르셀로나와 계약하기 전에 라리가에서 뛰고 싶다는 의사를 밝혔다.
2009년 3월 25일, 오바메양은 가봉 국가대표팀에 선발되어 팀에 데뷔했다. 그는 모로코를 2-1로 이긴 경기에서 첫 골을 넣은 다음 베냉, 토고, 알제리, 세네갈과의 친선 경기에서 각각 골을 넣었다.
오바메양은 2012년 아프리카 네이션스컵 8강에 오른 가봉 국가대표팀의 핵심 멤버로, 대회를 공동 주최했다. 그는 총 3골을 넣었고, 최고의 골잡이 중 한 명으로 대회를 마쳤다. 2012년 2월 5일, 그는 그의 팀을 위해 선제골을 넣었고, 말리와의 8강전에서 골대를 강타했다. 그러나, 경기는 연장전 끝에 1-1로 끝났고 오바메양은 승부차기에서 페널티킥을 선방하여 승부를 결정지었다.
2012년 7월, 오바메양은 런던에서 열린 2012년 하계 올림픽에서 가봉을 대표했다. 그는 스위스와의 개막전에서 득점했는데, 이것은 가봉의 첫 올림픽 골이었고, 또한 가봉의 유일한 토너먼트 골이 될 것이었다. 하지만 그들은 조별 리그에서 탈락했다.
2013년 6월 15일, 오바메양은 가봉이 니제르를 상대로 4-1로 이긴 2014년 FIFA 월드컵 예선 전에서 페널티킥 해트트릭을 기록했다. 그는 이후 2015년 아프리카 네이션스컵에서 부르키나파소를 상대로 2골을 넣었다.
오바메양은 2015년 1월 17일, 부르키나파소와의 2015년 아프리카 네이션스컵에서 가봉의 주장을 맡아 2-0 승리를 이끌었다.  그는 2017년 8월 코트디부아르와의 홈경기에서 중요한 월드컵 예선 전을 위한 소집을 거부했고, 그들은 3-0으로 졌다.

## 사생활
오바메양은 프랑스 라발에서 태어났다. 그는 전 가봉 국제 축구선수 피에르 오바메양의 아들이자 밀란의 유소년 팀에서 활약한 카틸리나와 윌리의 이복동생이다. 그의 어머니는 스페인 사람이다. 그는 알리샤 베하그와 결혼했고, 그 부부에게는 커티스와 피에르라는 두 아들이 있다. 2022년 8월, 오바메양은 바르셀로나에 있는 그의 집에서 폭력적인 강도가 일어나는 동안 턱이 부러지는 부상을 입었다.
그는 다양한 언어를 구사하며 프랑스어, 영어, 스페인어, 이탈리아어, 독일어를 구사한다.

## 출전 통계
| Club              | Season       | League           | Total | Total |
| Club              | Season       | Division         | Apps  | Goals |
| ----------------- | ------------ | ---------------- | ----- | ----- |
| AC Milan          | 2007–08      | Serie A          | 0     | 0     |
| Dijon (loan)      | 2008–09      | Ligue 2          | 39    | 10    |
| Lille (loan)      | 2009–10      | Ligue 1          | 24    | 2     |
| Monaco (loan)     | 2010–11      | Ligue 1          | 23    | 2     |
| Saint-Étienne     | 2010–11      | Ligue 1          | 14    | 2     |
| Saint-Étienne     | 2011–12      | Ligue 1          | 38    | 18    |
| Saint-Étienne     | 2012–13      | Ligue 1          | 45    | 21    |
| Saint-Étienne     | Total        | Total            | 97    | 41    |
| Borussia Dortmund | 2013–14      | Bundesliga       | 48    | 16    |
| Borussia Dortmund | 2014–15      | Bundesliga       | 46    | 25    |
| Borussia Dortmund | 2015–16      | Bundesliga       | 49    | 39    |
| Borussia Dortmund | 2016–17      | Bundesliga       | 46    | 40    |
| Borussia Dortmund | 2017–18      | Bundesliga       | 24    | 21    |
| Borussia Dortmund | Total        | Total            | 213   | 141   |
| Arsenal           | 2017–18      | Premier League   | 14    | 10    |
| Arsenal           | 2018–19      | Premier League   | 51    | 31    |
| Arsenal           | 2019–20      | Premier League   | 44    | 29    |
| Arsenal           | 2020–21      | Premier League   | 39    | 15    |
| Arsenal           | 2021–22      | Premier League   | 15    | 7     |
| Arsenal           | Total        | Total            | 163   | 92    |
| Barcelona         | 2021–22      | La Liga          | 23    | 13    |
| Barcelona         | 2022–23      | La Liga          | 1     | 0     |
| Barcelona         | Total        | Total            | 24    | 13    |
| Chelsea           | 2022–23      | Premier League   | 21    | 3     |
| Marseille         | 2023–24      | Ligue 1          | 51    | 30    |
| Al-Qadsiah        | 2024–25      | Saudi Pro League | 20    | 12    |
| Career total      | Career total | Career total     | 678   | 346   |

## 수상

#### 생테티엔
- 쿠프 드 라 리그 : 2012-13[24]

#### 보루시아 도르트문트
- DFB 포칼 : 2016-17[25]
- DFL-슈퍼컵 : 2013[26], 2014[27]

#### 아스날
- FA컵 : 2019-20

- 커뮤니티 쉴드 : 2020

### 개인
- 리그 1 올해의 팀 : 2012-13, 2023-24
- 리그 1 최우수 아프리카 선수 : 2012-13
- 리그 1 이 달의 선수 4회
- VDV 올해의 선수 : 2015-16
- VDV 올해의 팀 : 2015-16, 2016-17
- 분데스리가 올해의 선수[28] : 2015-16
- 분데스리가 올해의 팀[28] : 2016-17
- 분데스리가 득점왕 : 2016-17
- PFA 올해의 팀 : 2019-20
- 프리미어리그 득점왕 : 2018-19
- 프리미어리그 이 달의 선수 2회
- UEFA 유로파리그 시즌의 스쿼드 : 2015-16, 2018-19
- 아프리카 올해의 선수 : 2015
- CAF 올해의 팀 : 2013, 2014, 2015, 2016, 2018, 2019
- 보루시아 도르트문트 올해의 선수 : 2014-15
- 아스날 올해의 선수 : 2019-20
- 가봉 공화국 국가 훈장 : 2016
- UEFA 유로파리그 역대 최다 득점자 : 31골